# عبد المنعم رحمة
عبد المنعم رحمة من مواليد الحصاحيصا (مدينة بين الخرطوم ود مدني)، وهو كاتب وشاعر وناشط حقوقي سوداني، وأصبح شخصية معروفة تشارك في الأحداث الثقافية في كل من الخرطوم ومدني في الثمانينيات.
ترأس سابقًا منظمة سودانا، وهي منظمة شجعت أعمال المجموعات الفنية والأدبية المهمشة في السودان. كان عضوا في اتحاد الكتاب السودانيين خلال الثمانينات، وترأس القسم العربي من شبكة خدمة راديو السودان في نيروبي بين 2003 و 2005.
شارك رحمة أيضًا في تأسيس صحيفة أجراس الحرية اليومية، وعمل كمدير إداري لها. وهي صحيفة معارضة أغلقتها الحكومة قبل استقلال الجنوب بيوم واحد.

## المنفى القسري
كان رحمة متورطًا جدًا في ثورة أبريل 1985 ضد النميري. وهو معروف بمعارضته للدكتاتوريات، أجبر على الذهاب إلى المنفى بعد انقلاب البشير عام 1989، وقضى عدة سنوات في كينيا وإثيوبيا حيث التقى بزوجته.

## العودة إلى السودان
عاد رحمة إلى السودان بعد توقيع اتفاقية السلام الشامل عام 2005. كما كان له دور فعال في تطوير مسرح متنقل لتعزيز الحوار السلمي بين الثقافات المتنوعة في السودان.
في عام 2009 تولى دور المستشار الثقافي لحكومة النيل الأزرق وأنشأ العديد من المهرجانات الثقافية في الدمازين، ولعب دورًا في إنشاء مركز مالك أجار الثقافي.

## التوقيف وحكم الإعدام
اعتقل جهاز الأمن والمخابرات السوداني عبد المنعم رحمة في 2 سبتمبر / أيلول في الدمازين، عاصمة ولاية النيل الأزرق، بعد يوم واحد من استئناف القتال بين الجيش الوطني السوداني والقوات الموالية للقطاع الشمالي من الحركة الشعبية لتحرير السودان – الشمال (SPLM-N).
وأفادت حريات، منشورة سودانية لحقوق الإنسان على الإنترنت، بأن معتقلاً سابقًا سجين مع رحمة ذكر أن الكاتب تعرض للضرب المستمر ومُنع من استخدام الحمام.
في 24 نوفمبر 2011 حُكم على رحمة و 18 آخرين من أعضاء الحركة الشعبية لتحرير السودان- شمال بالإعدام دون أن يمنحوا الحق في الدفاع عن أنفسهم.

### عريضة لوقف إعدام رحمة
تسبب قرار المحكمة في غضب الشعب السوداني ونشطاء حقوق الإنسان وقدموا عريضة لوقف إعدام رحمة. سارع اتحاد الكتاب السودانيين في اعتقال رحمة وطلب إما إطلاق سراحه أو وضعه في مسار عام لأنه ليس عسكريًا ولا يشارك أبدًا في المعارك.
كتب العديد من النشطاء عن رحمة على وسائل التواصل الاجتماعي والمنتديات السودانية تدين المحكمة وتتحدث عن تجربتهم مع رحمة. قالت داليا حاج عمر (ناشطة حقوقية سودانية) على موقع تويتر «لقد عملت معه وهو فنان حقيقي»، قال علي الحاج (محرر سياسي سابق في أجراس الحرية وصديق رحمة): «ليس لدى المسؤولين أي تهم ضدك ولا يقولون لك حقوقك».

## الحياة الشخصية
رحمة متزوج من سيدة أثيوبية ولديه ثلاثة أطفال، في مقابلة مع زوجته، قالت «لم يكن هناك اتصال معه منذ اعتقاله وشعرت بالدهشة من عقوبته»، كما قالت«أنا لا أغادر منزلي لأنني خائفة وقلقة بشأن سلامة أطفالي بعد أن داهمت قوات الأمن منزلاً مجاورًا ظنًا أننا نعيش هناك» مضيفة أنها طلبت المساعدة من المفوضية السامية للأمم المتحدة لشؤون اللاجئين. تمت مقابلتي، لكنهم لم يقدموا أي مساعدة.

## روابط خارجية
- Sudanonline.com
- Sudanway.sd
- Atricareview.com
- No2war.com
- Sudanile.com